# Carlos Reygadas

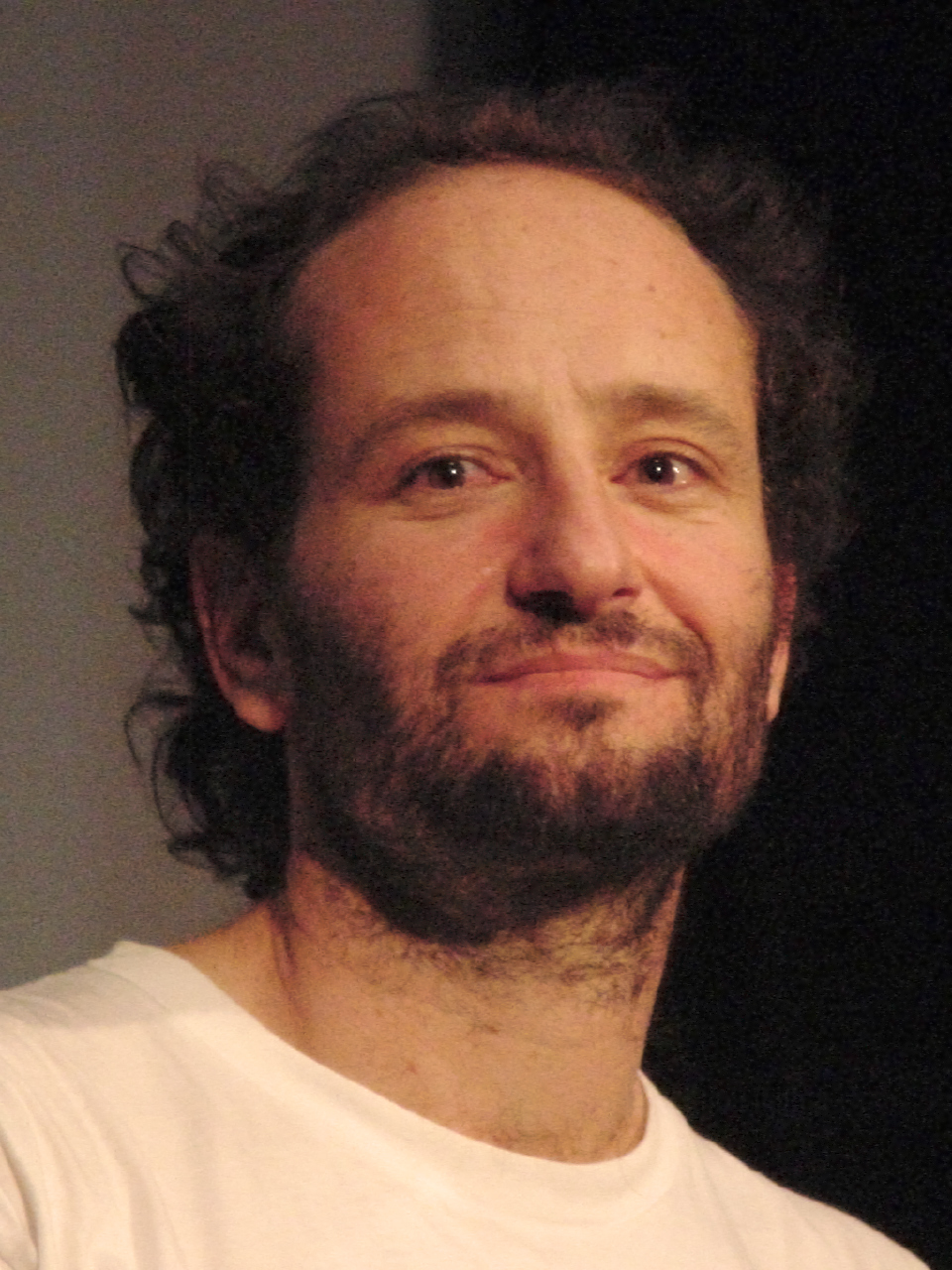
Reygadas vid Tokyos filmfestival 2009

Carlos Reygadas, född 1971 i Mexico City, är en mexikansk filmregissör. Reygadas arbetar utanför studiosystemen med starkt bilddrivna filmer, med influenser från måleri, men också med oplanerade, dokumentära inslag. Andlighet och ritualer är återkommande teman, och landet Mexiko har en framträdande roll; Reygadas har beskrivit sig som en "mexikanist". Förekomsten av handling i sina filmer har han beskrivit som "ett nödvändigt ont". Reygadas har gjort fyra långfilmer, varav samtliga visats vid Filmfestivalen i Cannes.
Han har blivit omstridd för sina skildringar av sex, djurplågeri och för sitt ibland okonventionella formspråk. Han har också hyllats och vunnit anseenderika priser.

## Filmografi
- Maxhumain (1999) - kortfilm
- Japón (2002)
- Batalla en el cielo (2005)
- Luz silenciosa (2007)
- Post tenebras lux (2012)

## Utmärkelser i urval
- Arielpriset
  - 2004 - Bästa förstlingsverk, Japón
  - 2004 - Bästa originalmanus, Japón
  - 2008 - Bästa regi, Luz silenciosa
  - 2008 - Bästa originalmanus, Luz silenciosa
- Filmfestivalen i Cannes
  - 2007 - Jurypriset, Luz silenciosa
  - 2012 - Bästa regi, Post tenebras lux
- Stockholms filmfestival
  - 2002 - Publikpriset, Japón
  - 2007 - Bästa manuskript, Luz silenciosa